# مدرسة قلقندة للرسم

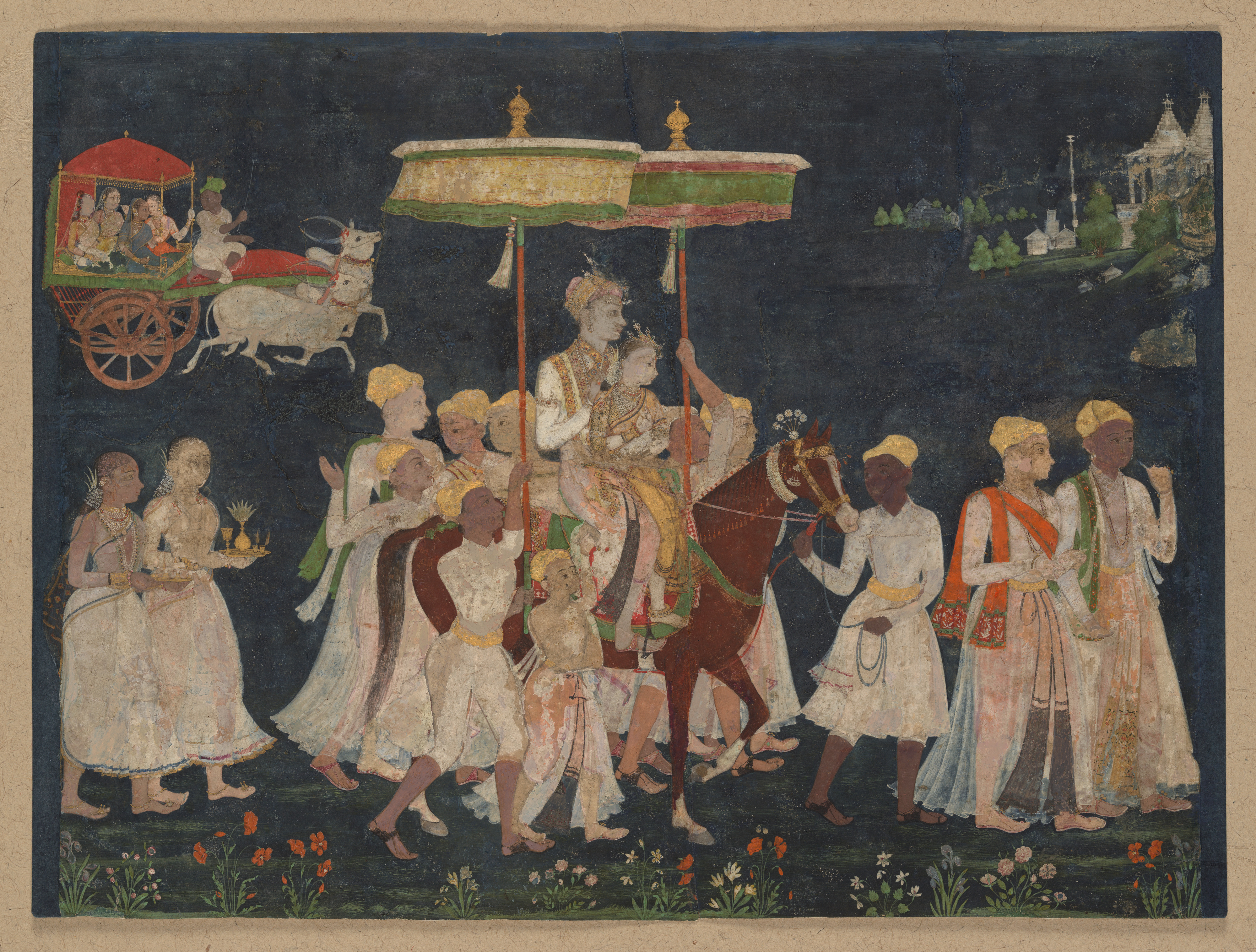
موكب زفاف السلطان محمد قلي قطب شاه حوالي عام 1650 م

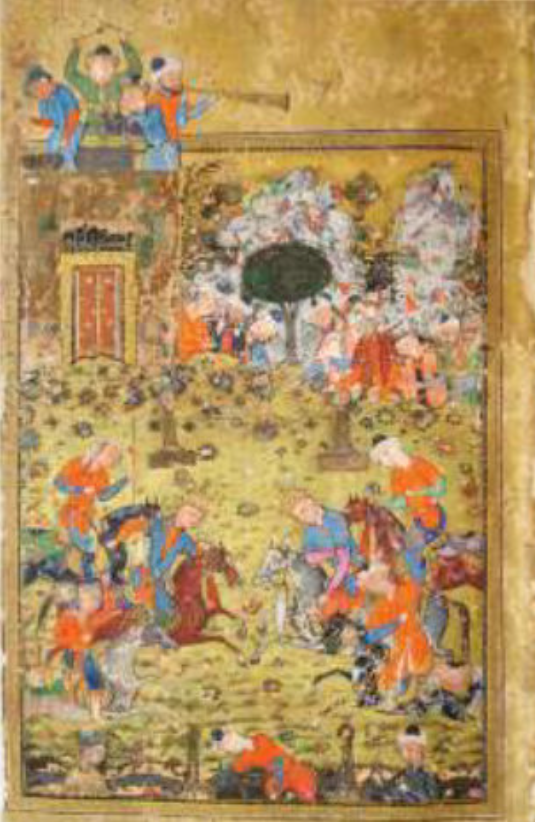
مباراة بولو، الصحيفة 5أ من مخطوطات كليات السلطان محمد قولي قطب شاه، قلقندة، حوالي. 1590-1600 م. وحجمها 27.7 × 14.5 سم، موجودة في متحف سالار جونغ

الرسم القلقندي أو مدرسة قلقندة للرسم هي مدرسة لرسم المنمنمات (الصور المصغرة) التي تطورت في عهد سلطنة قلقندة. وهي في حد ذاتها نوع من مدرسة الدكن للرسم، وترتبط ارتباطًا وثيقًا بمدارس الدكن الأخرى، مثل بيجابور وأحمد نكر.

## الصفات
هاجر الفنانون من مختلف أنحاء العالم الإسلامي إلى قلقندة، حتى الفتح المغولي في عام 1687 م. وبالتالي، فإن لوحات قلقندة هي الأكثر تنوعًا بين الأساليب في سلطنات الدكن.
لقد تطورت الشخصية المحلية بشكل حتمي، وخاصة في استخدام الأصباغ المحلية. يصف زيبروفسكي لوحات قلقندة بأنها تتمتع "بثراء متوتر يختلف تمامًا عن الرومانسية المؤثرة في بيجابور أو الكرامة الراقية في فن تصوير أحمد نكر".

## التاريخ

### إبراهيم قطب شاه
ويعتبر السلطان إبراهيم أول راعٍ للمنمنمات بين سلاطين قلقندة.

### محمد قلي قطب شاه

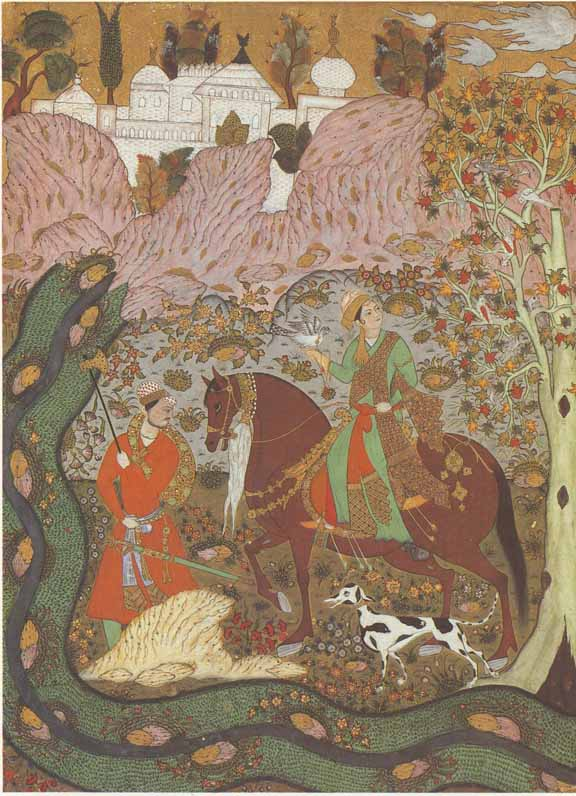
أمير يصطاد

محمد قلي قطب شاه هو السلطان الخامس من السلالة، وهو من أهم رعاة الفنون. معظم اللوحات الباقية من هذه الفترة موجودة ضمن مخطوطة كليات (مجموعة) من أشعار السلطان، والتي تقع في متحف سالار جونج. ويُعتبر هذا العمل بمثابة نسخة السلطان الخاصة، وذلك بسبب الرسوم التوضيحية والإضاءة الغنية فيه.
تستخدم اللوحات بشكل مكثف التصوير الفارسي، وتتضمن القليل جدًا من العناصر الجديدة، فقط من حيث لوحة الألوان المستخدمة وتقنية تطبيق الورق الرخامي لتمثيل الأشياء، مثل جسم الطاووس.
هناك أربع لوحات جديرة بالملاحظة تُنسب إلى فنان قلقندي، نشط في أوائل القرن السابع عشر. إن لوحة الأمير هوكينج هي الأكثر شهرة من بين المنمنمات، وهي مستمدة من لوحات بيجابور مثل يوجيني.

### عبد الله قطب شاه
مع تحول قلقندة إلى دويلة تابعة لسلطنة مغول الهند، أظهرت اللوحات التي تعود إلى ثلاثينيات القرن السابع عشر وما بعدها تأثيرًا مغوليًا مميزًا. بدأ رسامو البورتريه في قلقندة بوضع مواضيعهم على خلفية فارغة، كما كان الحال في بورتريهات المغول.

### أبو الحسن قطب شاه

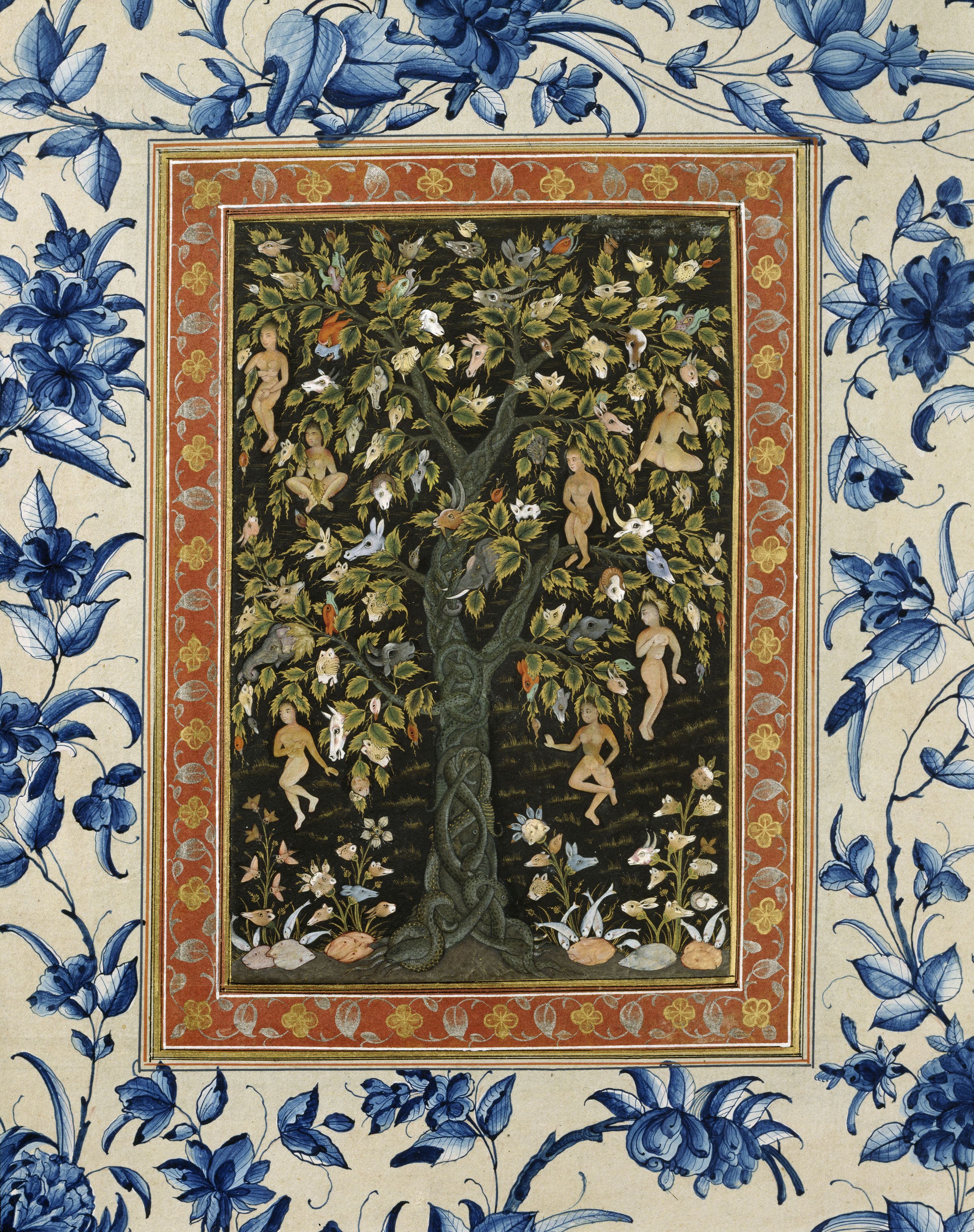
تمثل هذه اللوحة "شجرة في جزيرة الواق واق"، وقد أُنجزت في قلقندة في أوائل القرن السابع عشر، باستخدام الحبر والألوان المائية المعتمة مع لمسات من الذهب على الورق. تُعرض هذه التحفة الفنية حاليًّا في متحف الفن الإسلامي، التابع للمتاحف الحكومية في برلين.

يذكر هيرمان جوتز: "جميع المنتجات التاريخية لهذه المدرسة تعود إلى عهد السلطان أبو الحسن. ومع ذلك، هناك كل الأسباب للاعتقاد بأن هذه المدرسة نشأت في عهد سلفه عبد الله، الذي تأثر فن قلقندة بشدة خلال عهده بفن السلطان جهانجير، وبدرجة أقل، بفن بلاط شاه جهان".
يفترض مارك زيبروفسكي أن الرسامين من بيجابور هاجروا إلى قلقندة في منتصف القرن السابع عشر، كما يمكن رؤيته من تأثير مدرسة بيجابور في لوحات هذه الفترة.

### الاستشهادات
1. ↑  Quraishi, Fatima (26 May 2015). "Games of Scale in a Golconda Painting - The Metropolitan Museum of Art". www.metmuseum.org (بالإنجليزية). Archived from the original on 2025-01-25. Retrieved 2024-12-05.
2. ↑  Zebrowski 1983، صفحة 159.
3. ↑  Weinstein، Laura (2014). "Variations On A Persian Theme". The Visual World of Muslim India: 179–204. DOI:10.5040/9780755603831.ch-008. ISBN:978-0-7556-0383-1. مؤرشف من الأصل في 2025-01-25.
4. ↑  Zebrowski 1983، صفحة 193.